# Алатауський сільський округ (Талгарський район)
Алата́уський сільський округ (каз. Алатау ауылдық округі, рос. Алатауский сельский округ) — адміністративна одиниця у складі Талгарського району Алматинської області Казахстану. Адміністративний центр — село Кизилкайрат.
Населення — 15982 особи (2021; 12726 у 2009, 10530 у 1999, 9815 у 1989).
Станом на 1989 рік існувала Октябрська сільська рада (села Алмалик, Амангельди, Байбулак, Березка, Казстрой, Кизил-Гайрат, Колосок, Лебединка, Орман, Рискулово, Чимбулак).

## Склад
До складу округу входять такі населені пункти:
| Населений пункт   | Населення, осіб (1989) | Населення, осіб (1999) | Населення, осіб (2009) | Населення, осіб (2021) |
| ----------------- | ---------------------- | ---------------------- | ---------------------- | ---------------------- |
| Алмалик, село     | 769                    | 882                    | 700                    | 1037                   |
| Алтиндан, село    | 91                     | 124                    | 275                    | 140                    |
| Амангельди, село  | 513                    | 513                    | 667                    | 998                    |
| Байбулак, село    | 371                    | 415                    | 502                    | 560                    |
| Береке, село      | 364                    | 473                    | 419                    | 560                    |
| Кизилкайрат, село | 4901                   | 5232                   | 6582                   | 8265                   |
| Колосок, село     | 201                    | -                      | -                      | -                      |
| Лебединка, село   | 93                     | -                      | -                      | -                      |
| Орман, село       | 135                    | 188                    | 121                    | 82                     |
| Рискулово, село   | 2100                   | 2387                   | 2979                   | 3701                   |
| Чимбулак, село    | 277                    | 316                    | 481                    | 639                    |